# Bira
Bira (rusky Бира) je řeka v Židovské autonomní oblasti v Rusku. Je 424 km dlouhá. Povodí má rozlohu 9580 km². Na horním toku se nazývá Velká Bira (rusky Бира Большая).

## Průběh toku
Vzniká soutokem řek Sutar a Kuldur, které stékají se Sutarského hřbetu a s hřbetu Malý Chingan. Teče převážně v nížinné rovině. Ústí zleva do Amuru.

## Vodní stav
Zdrojem vody jsou převážně dešťové srážky. Deště také způsobují prudké kolísání úrovně hladiny řeky během léta.

## Využití
Na řece leží město Birobidžan, jehož jméno je částečně odvozené podle řeky. Na středním toku prochází údolím řeky transsibiřská magistrála.